# Palera
Palera är en ort i Indien.   Den ligger i distriktet Tīkamgarh och delstaten Madhya Pradesh, i den centrala delen av landet, 400 km söder om huvudstaden New Delhi. Palera ligger 237 meter över havet och antalet invånare är 16 554.
Terrängen runt Palera är platt. Runt Palera är det ganska tätbefolkat, med 214 invånare per kvadratkilometer. Närmaste större samhälle är Jatāra, 18,1 km väster om Palera. Trakten runt Palera består till största delen av jordbruksmark.